# Il poeta e il contadino
Il poeta e il contadino, che ha per sottotitolo L'incontro che non doveva avvenire, è stato un varietà televisivo italiano condotto da Cochi e Renato, in onda sul Secondo Programma, la domenica sera alle 21:00 per sei puntate a partire dall'11 novembre 1973.

## Il programma
Un anonimo centauro, il cui volto è nascosto da un casco bianco e con indosso una tuta di pelle nera, ha il compito di condurre i due personaggi negli studi televisivi: il poeta (Cochi), benché dedito a varie attività mondane nella sua villa, lascia tutto e non si lascia mai pregare due volte, mentre il contadino (Renato), che vagabonda per la città, è sempre recalcitrante e deve essere trascinato con la forza su un sidecar bifronte a pedali, che attraversa la città fino agli studi di Corso Sempione. A fine puntata lo stesso centauro entra in studio per portarli via. Sul finale della penultima puntata (9 dicembre 1973 ) in studio viene sfilato il casco al centauro, e si scopre che al suo interno non c'è nessuno.
Una volta in studio, lo spettacolo si articola seguendo una struttura fissa: segue il numero di una soubrette, puntualmente interrotto da Renato, che viene quindi sfidato da Cochi in un grottesco duello impari, che il primo perde puntualmente. Il numero della soubrette viene ripreso e nuovamente interrotto, stavolta da Felice Andreasi, che recita una poesia. A questo si alternano quindi altri numeri di ospiti, una breve recitazione di Andreasi, lo sketch "Dompio della Val Trompio", fino al finale, quando Cochi e Renato cantano una loro canzone e vengono portati via dal personaggio vestito in pelle.
La sigla finale ha la particolarità di ripetere lo stesso sketch muto che apre il programma, ma al contrario. Avendo il sidecar due lati anteriori, il filmato risulta così doppiamente comico, poiché in questa versione si ha la sensazione che sia Renato, sul lato posteriore, a pedalare per il ritorno.

## Produzione
Autori della trasmissione erano: Enzo Jannacci, Cochi Ponzoni, Renato Pozzetto, Claudio Clericetti, Ludovico Peregrini e un non accreditato Beppe Viola. La direzione musicale era affidata a Riccardo Vantellini, mentre la regia era di Giuseppe Recchia.
I personaggi di Cochi e Renato sono definiti già nel titolo: Cochi ("Il poeta") è l'agiato intellettuale astratto e bizzoso, Renato ("Il contadino") il povero, concreto e pacioccone.

## Ospiti
Il programma si sorreggeva per buona parte sulla presenza di ospiti. Ospiti fissi del programma erano Felice Andreasi e Narcisa Bonati (quest'ultima nei panni di Bempia, la moglie Renato nello sketch-tormentone Dompio della Val Trompio), mentre tra le soubrette e cantanti vi sono state: Minnie Minoprio, Evelyn Hanack, Liana Orfei, Gloria Paul e Chelo Alonso; tra i cantanti: Gino Paoli, il Duo di Piadena, Nicola Arigliano, Memo Remigi, Fred Bongusto, Otello Profazio, Umberto Bindi, Maria Monti, Bruno Martino, Walter Valdi, Enzo Jannacci, Luciano Francisci; tra gli attori e cabarettisti: Gianrico Tedeschi, Teo Teocoli, Franca Valeri e la coppia Mario e Pippo Santonastaso.

## Episodi
| Puntata | Ospiti fissi                    | Altri ospiti                                                                                           | Data trasmissione |
| ------- | ------------------------------- | --- | ----------------- |
| 1       | Felice Andreasi, Narcisa Bonati | Minnie Minoprio, Gino Paoli, il Duo di Piadena, Gianrico Tedeschi                                      | 11/11/1973        |
| 2       | Felice Andreasi, Narcisa Bonati | Memo Remigi, Evelyne Hanack                                                                            | 18/11/1973        |
| 3       | Felice Andreasi, Narcisa Bonati | Liana Orfei, Otello Profazio, Franca Valeri                                                            | 25/11/1973        |
| 4       | Felice Andreasi, Narcisa Bonati | Gloria Paul, Umberto Bindi, Mario e Pippo Santonastaso,                                                | 02/12/1973        |
| 5       | Felice Andreasi, Narcisa Bonati | Enzo Jannacci, Gianrico Tedeschi, Umberto Bindi, Gloria Paul, Mario e Pippo Santonastaso, Chelo Alonso | 09/12/1973        |
| 6       | Felice Andreasi, Narcisa Bonati | Enzo Jannacci, Gianrico Tedeschi, Valeria Fabrizi,Teo Teocoli                                          | 16/12/1973        |

## Accoglienza
Il pubblico risponde positivamente, con una media di 6 milioni d'ascoltatori.

## Colonna sonora
Nello stesso anno di trasmissione viene pubblicato l'album omonimo di Cochi e Renato dall'etichetta discografica Derby, contenente dieci tracce, che comprendono le canzoni e la sigla finale, Canzone intelligente, cantate dal duo comico nel corso della trasmissione e arrangiati da Enzo Jannacci.
Il disco contiene tuttavia versioni riregistrate e alcuni brani aggiuntivi non cantati nel corso della trasmissione. El porompompero è inoltre presente nella versione non censurata, dato che nella trasmissione la strofa "mi ha fatto l'esempio e mia moglie è rimasta incinta" è stata sostituita con "mi ha fatto l'esempio ed è andato a vivere con mia moglie".
La sigla finale della trasmissione venne inoltre pubblicata nello stesso 1973 nel 45 giri Canzone intelligente/Siamo ancora in tempo sempre dalla Derby con numero di catalogo DBR 1907.